# Гастайнерталь
Гастайнерталь (нем. Gasteinertal, Gasteiner Tal) — долина в федеральной земле Зальцбург, Австрия. Известна благодаря своим минеральным источникам, а также водным и горным курортам, самые популярные из которых — Бадгастайн, Бад-Хофгастайн и Дорфгастайн.

## Геология
Долина Гастайнерталь находится среди гор Высокого Тауэрна. Для этой местности характерно наличие гнейсов. Также присутствуют в большом количестве кварциты, сланцы и доломиты.

## История

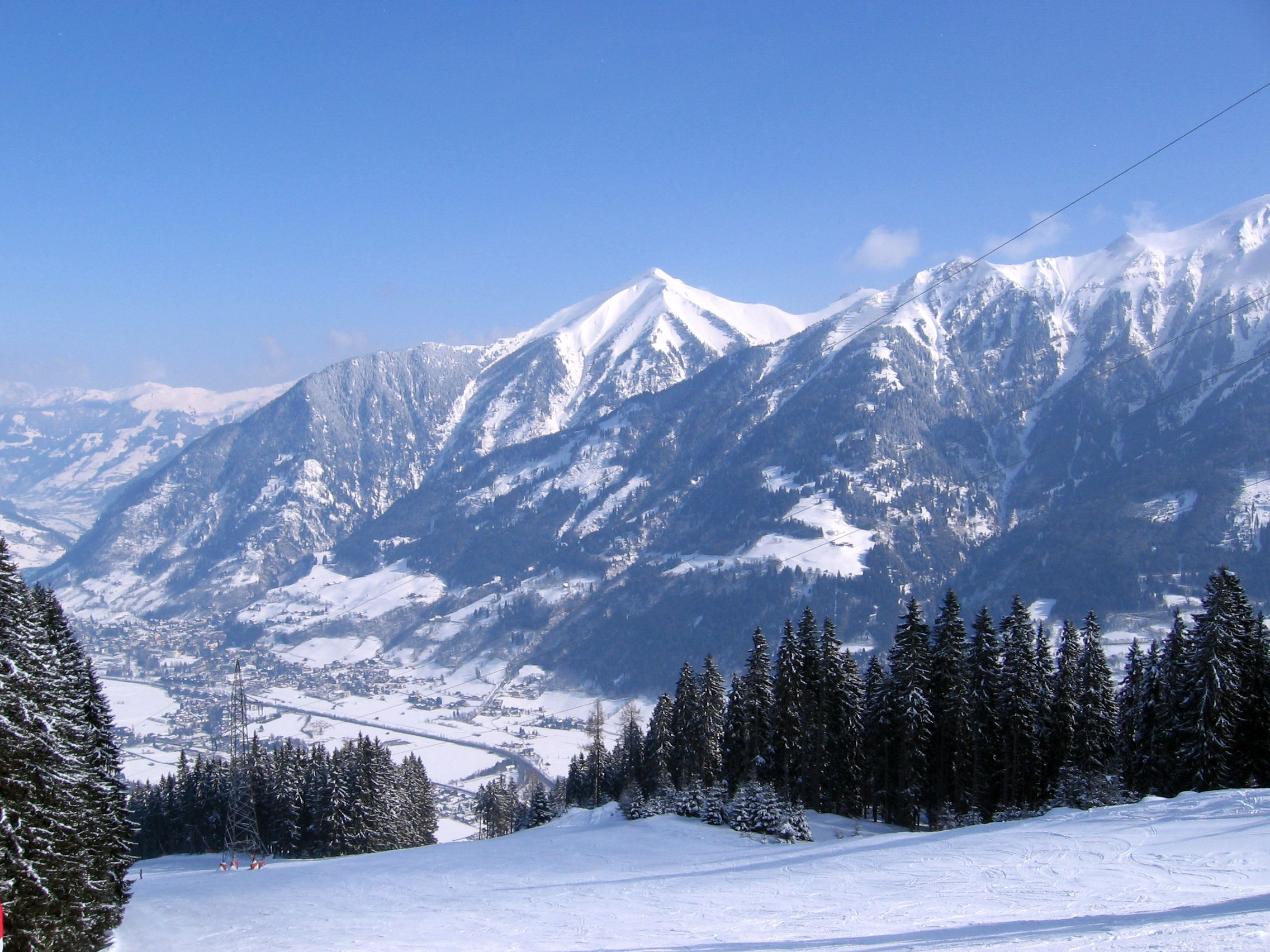
Горы в окрестностях Бад-Хофгастайна зимой

Одними из первых долину Гастайнерталь начали обживать ещё древние римляне около 2 тысяч лет назад, обратившие внимание на её минеральные источники. Кельтские племена, проживавшие в этом районе, добывали здесь золото, что обеспечивало экономическое благополучие и активную торговлю на протяжении нескольких столетий.
В 963 году в документальных источниках появляется название «Гастуна». Название же «Гастайнерталь» впервые упоминается только в 1203 году. В 1218 году эта территория вошла в состав Баварского герцогства, однако в 1297 году была передана Зальцбургскому епископству.
Новую популярность благодаря водным источникам эти места приобрели в XVI веке. К этому времени запасы золота уже истощились, к тому же имели место вспышки эпидемии чумы; всё это вместе привело к запустению, но возросший интерес к минеральным водам способствовал возрождению этого места.
В начале XX века в эти края была проведена железная дорога, что поспособствовало дальнейшему развитию местности. Во второй половине XX века были сооружены подъёмники; теперь долина Гастайн стала развиваться не только благодаря минеральным источникам, но и благодаря лыжному и горному туризму.
Купальни и водные источники на протяжении веков пользовались популярностью у известных людей, представителей знати и монарших домов Европы. Здесь в разные времена бывали Фридрих III, Отто фон Бисмарк, Шуберт, Шопенгауэр, император Франц Иосиф I, его жена и многие другие.
Ныне долина Гастайнерталь и расположенные в ней курорты пользуются большой популярностью у туристов из самых разных стран.